# ارفیسم

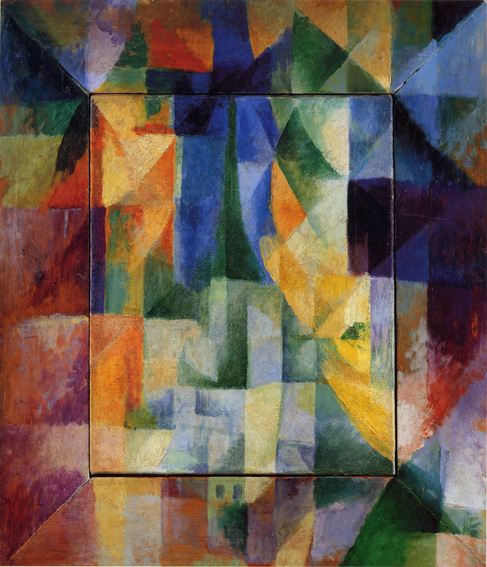
پنجره‌های همزمان در شهر اثر روبر دولونه،۱۹۱۲، تالار هنر هامبورگ

اُرفیسم (به فرانسوی: Orphisme) یا حجم‌گرایی اُرفیک (Cubisme orphique) یک سبک نقاشی انتزاعی فرانسوی در سال‌های ۱۹۱۰ تا ۱۹۱۳ هم‌زمان و مشابه با جنبش حجم‌گرایی است، با این تفاوت که بیشتر بر اِنتزاع محض و رنگ‌های درخشان تحت تاثیر فوویسم و شیمی‌دانِ رنگ‌شناس اِگون شِورول تکیه داشت. برجستگی مهم این سبک هارمونی‌های رنگی است. اصطلاح ارفیسم، از نام ارفه شاعر و موسیقیدان اسطوره‌ای یونان است که نخستین بار توسط شاعر فرانسوی، گیوم آپولینر در سال ۱۹۱۲ برای توصیف آثار انتزاعی و رنگارنگ روبر دولونه و همسرش سونیا دولونه و تمایز آن‌ها از حجم‌گرایی استفاده شد. هرچند خود روبر دولونه آثارش را سیمولنتیسم می‌خواند.
این سبک از نقاشی در پی آن بود که با بهره‌گیری از تعامل رنگ و نور در یک فرم انتزاعی، همتایی بصری برای موسیقی پدید آورد. فرانک کوپکا و فرنان لژه دو نقاش برجسته دیگر ارفیست به شمار می‌آیند.